# 聖書と典礼
『聖書と典礼』（せいしょとてんれい）は日本のカトリック教会で共通して、主日および一部の祝日ミサに用いられているリーフレットである。

## 概要
- 同一内容の普通版 (B6) および大型版 (B5) の2サイズがあり、通常8ページ、典礼の長短により増ページされる場合がある。このほか英語版の『SUNDAY LITURGY』、スペイン語版の『LITURGIA DEL DOMINGO』も発行されている (いずれもB6)。
- ミサの進行は典礼書によって定められ、別途ミサ次第が発行されているが、その都度異なる聖書朗読、答唱詩篇、アレルヤ唱、共同祈願などについては本リーフレットの記載内容に則って行われる。
- 各教会で必要部数をあらかじめ定期購読し、ミサ参列者に無料で[1]配布される。
- 巻末にはさまざまな教区、修道会の神父、シスター、あるいは一般信徒などによるコラムが掲載されることが多い。